# Brachymeria coxodentata
Brachymeria coxodentata  (лат.) — вид мелких хальциноидных наездников рода Brachymeria из семейства Chalcididae. Юго-Восточная Азия: Вьетнам, Индия, Китай, Малайзия, Таиланд, Филиппины.

## Описание
Мелкие перепончатокрылые хальциды, длина 3,4 мм. Метасома короче, чем длина пронотума, мезоскутума и скутеллюма вместе взятых. Основная окраска чёрная (ноги с желтоватыми отметинами; задние бёдра в основном чёрные). Внешний вентральный край задних бёдер с 12 зубцами.  Усики 13-члениковые. Лапки 5-члениковые. Грудь выпуклая. Задние бёдра утолщённые и вздутые.
Паразитируют на куколках бабочек (Lepidoptera), в том числе на толстоголовках (Hesperiidae), обнаруженных на лилиях (Lilium).
Вид был впервые описан в 1970 году, а его валидный статус подтверждён в 2016 году индийским энтомологом академиком Текке Куруппате Нарендраном (Narendran T.C.; Zoological Survey Of India, Калькутта, Индия) и голландским гименоптерологом К. ван Ахтенбергом (Cornelis van Achterberg; Naturalis, Лейден, Нидерланды) по материалам из Вьетнама.